# Matteo Terzaghi
Matteo Terzaghi (Bellinzona, 1970) è uno scrittore e artista svizzero di letteratura per adulti e per l'infanzia.
Alcune sue opere sono state tradotte in tedesco da Barbara Sauser.

## Biografia
Matteo Terzaghi ha studiato filosofia all'Università di Ginevra, diplomandosi con una tesi su Nelson Goodman. Dal 1995 collabora con l'artista Marco Zürcher. Vive a Bellinzona e lavora come editor presso le Edizioni Casagrande di Bellinzona.

## Selezione di opere
- Undici gatti paracadutisti: una storia. AER, Bolzano 1997
- Ina: la formica dell'alfabeto. AER, Bolzano 2001
- Il merito del linguaggio: scrittura e conoscenza. Casagrande, Bellinzona 2006
- Con Marco Zürcher: Da qualche parte sulla Terra.  Periferia, Lucerna 2006
- Con Marco Zürcher: Le cahier des chiens. Bellinzona 2008
- Con Marco Zürcher: Vedi alla voce: Enciclopedia. Installazione. Hier+jetzt, Baden 2008
- Con Marco Zürcher: Che ci faccio qui. Periferia, Lucerna 2009
- Con Marco Zürcher: The Tower Bridge e altri racconti fotografici. Periferia, Lucerna 2009
- Con Marco Zürcher: Non c'è memoria senza fantasma: racconti fotografici e proiezioni. Mostra. Museo cantonale d'arte, Lugano 2009
- Ufficio proiezioni luminose. Quodlibet 2013 (Premio svizzero di letteratura)
- La Terra e il suo satellite. Quodlibet 2019
- Il manuale del fosforo e dei fiammiferi. Quodlibet 2024